# Holmivskyï

Holmivskyï (en ukrainien : Гольмівський, en russe : Го́льмовский, Golmovskiï) est une commune urbaine de l'est de l'Ukraine, dans l'oblast de Donetsk, dépendante du raïon de Horlivka et de la communauté urbaine de Horlivka. Sa population s'élevait à 6820 habitants en 2019.

## Géographie
La commune est assise sur le Plateau du Donets, à 203 mètres d'altitude, un peu à l'est de la rivière Bakhmouta, un affluent de la rivière Donets, dans le bassin hydrographique du fleuve Don. Elle se trouve dans la périphérie nord de la ville de Horlivka, juste à l'est de la commune urbaine de Zaïtseve, et à 48 km au nord-est de la ville de Donetsk.